# Kansas City (Misuri)
Kansas City (abreviado como KC o KCMO) es una ciudad ubicada en el condado de Jackson, al oeste del estado estadounidense de Misuri, junto a la frontera con Kansas. En 2011 tenía una población de 463 202 habitantes y una densidad poblacional de 594 hab/km².
Kansas City fue fundada en 1838 como "Town of Kansas", en la confluencia de los ríos Misuri y Kansas y fue incorporada en 1850. Situada frente a Kansas City, Kansas, la ciudad fue el lugar de varias batallas durante la Guerra Civil, incluyendo la batalla de Westport. La ciudad es conocida por sus contribuciones a los estilos musicales del jazz y el blues, así como a la cocina. En marzo de 2012 el centro de Kansas City fue seleccionado como una de los mejores de las ciudades de Estados Unidos por la revista Forbes, por su cultura rica en arte, numerosas fuentes, tiendas de lujo y varios locales de cocina.
El área metropolitana tiene cerca de 2 millones de habitantes y abarca quince condados en dos estados: Kansas y Misuri. La ciudad está dividida en dos partes por una frontera interestatal, por lo cual existen dos ciudades con el mismo nombre, Kansas City, Misuri y Kansas City, Kansas.

## Historia
Kansas City se constituyó oficialmente el 28 de marzo de 1853, en el territorio a ambos lados de la frontera entre Misuri y Kansas, en la confluencia de los ríos Kansas y Misuri, que fue considerado un buen lugar para construir un asentamiento.
La primera visita europea documentada a Kansas City fue la del explorador francés Étienne de Veniard, Sieur de Bourgmont, quien también fue el primer europeo en explorar la parte baja del río Misuri. Criticado por su respuesta a un ataque de nativos americanos a Fort Detroit, abandonó su cargo como comandante de la fortaleza y evitó a las autoridades francesas. Bourgmont vivía con una mujer nativa americana de la tribu Missouria, a unos 140 kilómetros al este, cerca de Brunswick, Misuri, comercializando pieles ilegalmente.
España se hizo cargo de la región tras la firma del Tratado de París (1763), pero no desempeñó un papel importante en la zona aparte del cobro de impuestos y la concesión de licencias para el tráfico en el río Misuri. Los franceses continuaron con el comercio de pieles bajo licencia española. 
Después de la compra de Luisiana, Lewis y Clark visitaron la confluencia de los ríos Misuri y Kansas y señalaron que era un buen lugar para construir un fuerte.
En 1831 un grupo de mormones de Nueva York se establecieron en una zona que más tarde sería parte de Kansas City. Ellos construyeron la primera escuela dentro de los límites actuales de la ciudad, pero fueron expulsados por la violencia callejera en 1833.
Durante la Guerra Civil Kansas City y sus alrededores tuvieron intensa actividad militar, aunque la primera batalla en agosto de 1862 resultó en una victoria confederada. La segunda batalla también dio lugar a un triunfo de los confederados, con un alto precio al ser derrotados en la Batalla de Westport al día siguiente, que puso fin a los esfuerzos de la Confederación en ocupar la ciudad.
Por otra parte, el general Thomas Ewing, en respuesta a una incursión exitosa en la cercana Lawrence, Kansas, dirigida por William Quantrill, emitió la Orden General N.º 11, obligando al desalojo de los residentes en cuatro condados del oeste de Misuri, incluyendo el condado de Jackson, excepto los que vivían en la ciudad y las comunidades cercanas y aquellos cuya lealtad a la Unión fue certificada por Ewing.
Después de la Guerra Civil Kansas City creció rápidamente. La selección de la ciudad de Leavenworth, Kansas, para el puente del ferrocarril Hannibal and St. Joseph Railroad sobre el río Misuri, provocó un crecimiento de población, después de 1869 cuando el Puente fue abierto. El boom provocó un cambio de nombre a Kansas City en 1889 y la ciudad extiende sus límites al sur y al este. Westport pasó a formar parte de Kansas City el 2 de diciembre de 1897 y para 1900 Kansas City era la vigésima segunda ciudad más grande en el país, con 163 752 habitantes.
A finales del siglo XIX e inicios del siglo XX, los diferentes partidos políticos trataron de ganar influencia en la ciudad, varios edificios y estructuras importantes fueron construidos durante este tiempo, incluyendo el Kansas City City Hall y el palacio de justicia del condado de Jackson.
El desarrollo suburbano de Kansas City originalmente comenzó con la implementación de los tranvías en las primeras décadas del siglo XX. En 1950 los afroamericanos representaban el 12,2 % de la población de Kansas City. El asesinato de Martin Luther King Jr. fue un catalizador para el motín de Kansas City en 1968. En este momento los barrios marginales también comenzaban a formarse en el interior de la ciudad y los que podían permitirse el lujo de salir, se mudaron a los suburbios y los bordes exteriores de la ciudad. Mientras la población de la ciudad continuó creciendo, el centro de la ciudad también ha seguido disminuyendo. 
En 1940 la ciudad contaba con unos 400 000 habitantes, en el año 2000 la misma zona tenía una población de sólo unos 180 000 habitantes. De 1940 a 1960 la ciudad ha duplicado su tamaño físico, al tiempo que su población ha aumentado en sólo unos 75 000 habitantes. En 1970 la ciudad tenía una superficie total de aproximadamente 820 kilómetros cuadrados, más de cinco veces su tamaño en 1940.

## Geografía
Kansas City se encuentra ubicada en las coordenadas 39°7′31″N 94°33′4″O / 39.12528, -94.55111. Según la Oficina del Censo de los Estados Unidos, Kansas City tiene una superficie total de 826,29 km², de la cual 815,71 km² corresponden a tierra firme y (1,28%) 10,57 km² es agua.

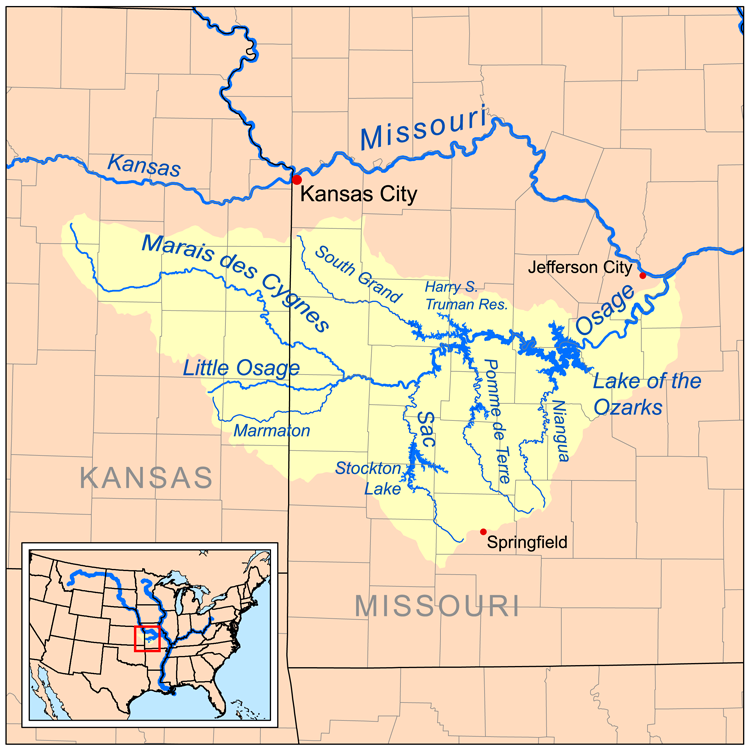
Kansas City en un mapa del río Osage...
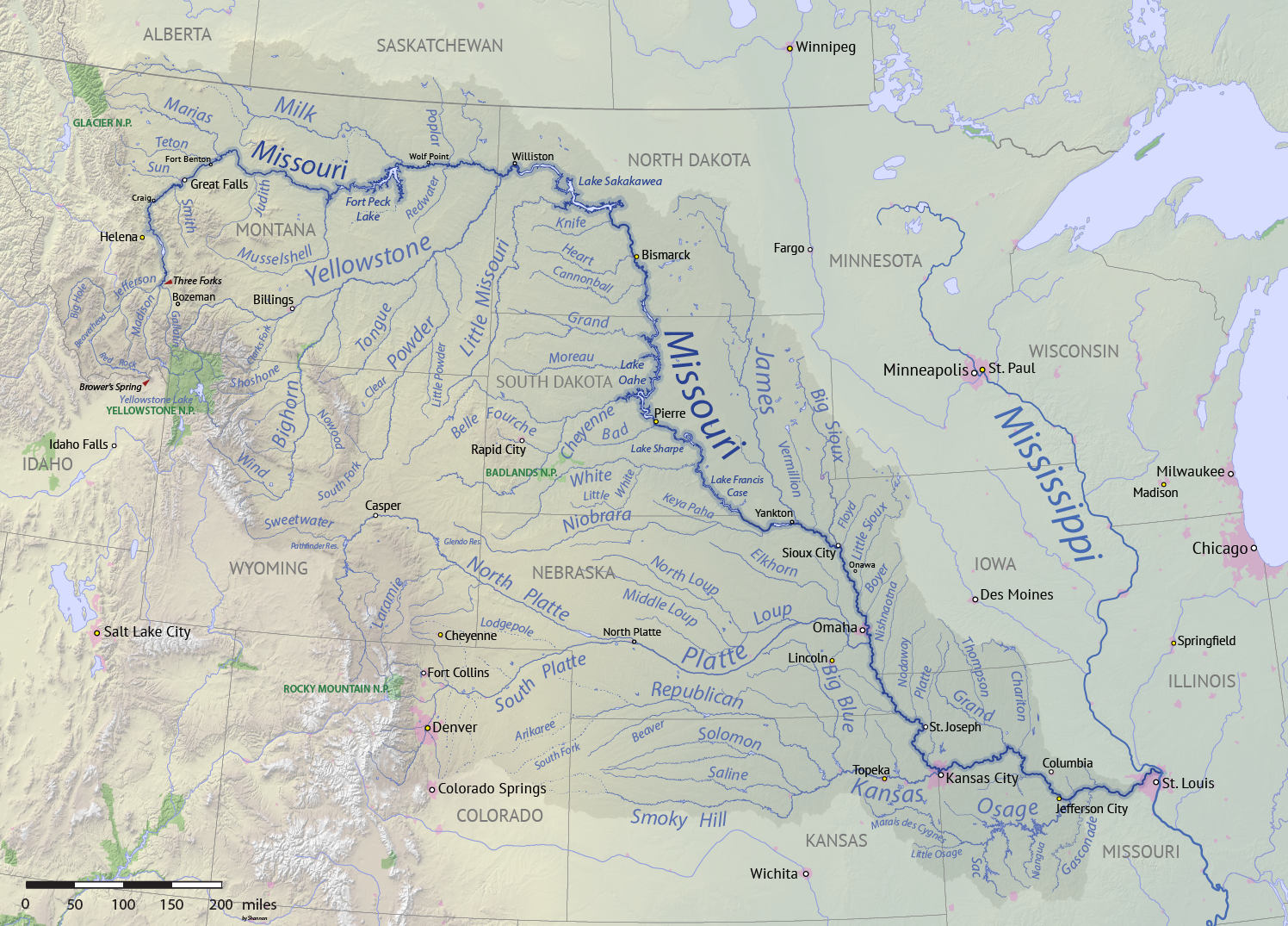
...en un mapa del río Misuri...
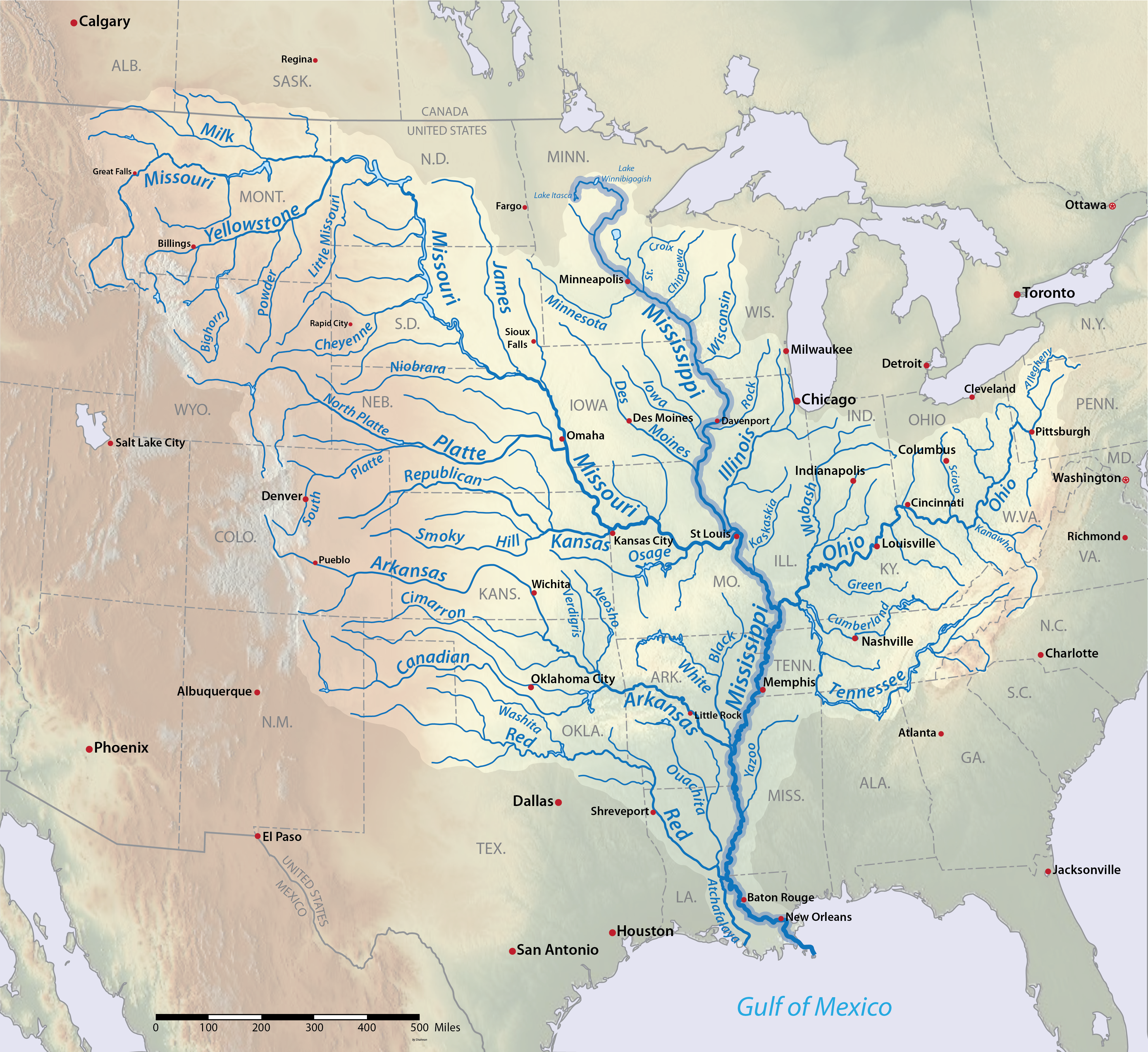
...y en un mapa del Misisipi

### Clima
Kansas City se encuentra en el medio oeste de Estados Unidos, cerca del centro geográfico del país en la confluencia del segundo río más grande del país, el río Misuri y el río Kansas (también conocido como el río Kaw). El clima de la ciudad se encuentra en la transición entre subtropical húmedo y continental húmedo en la clasificación climática de Köppen, con cuatro estaciones bien diferenciadas, precipitaciones moderadas y un importante potencial para las temperaturas extremas. El mes más caluroso del año es julio, con una temperatura promedio de 27,2 °C.  Los veranos son calurosos y húmedos, con aire húmedo proveniente del golfo de México, y las altas temperaturas superan los 38 °C en algunos días del año. El otoño se caracteriza por días templados y noches frescas. El mes más frío del año es enero, con una temperatura promedio de –0,6 °C. La temperatura más alta fue de 45 °C, registrada el 13 de agosto de 1954, y la más baja es de –28,3 °C, registrada el 22 de diciembre de 1989.
Kansas City se encuentra en el callejón de los tornados, una amplia región donde el aire frío de las Montañas Rocosas en Canadá chocan con el aire caliente del golfo de México, lo que lleva a la formación de tormentas de gran alcance especialmente durante la primavera.
| Parámetros climáticos promedio de Kansas City, Misuri (Aeropuerto Urbano Charles B. Wheeler), normales 1991–2020 normals, extremos 1934–presente | Parámetros climáticos promedio de Kansas City, Misuri (Aeropuerto Urbano Charles B. Wheeler), normales 1991–2020 normals, extremos 1934–presente | Parámetros climáticos promedio de Kansas City, Misuri (Aeropuerto Urbano Charles B. Wheeler), normales 1991–2020 normals, extremos 1934–presente | Parámetros climáticos promedio de Kansas City, Misuri (Aeropuerto Urbano Charles B. Wheeler), normales 1991–2020 normals, extremos 1934–presente | Parámetros climáticos promedio de Kansas City, Misuri (Aeropuerto Urbano Charles B. Wheeler), normales 1991–2020 normals, extremos 1934–presente | Parámetros climáticos promedio de Kansas City, Misuri (Aeropuerto Urbano Charles B. Wheeler), normales 1991–2020 normals, extremos 1934–presente | Parámetros climáticos promedio de Kansas City, Misuri (Aeropuerto Urbano Charles B. Wheeler), normales 1991–2020 normals, extremos 1934–presente | Parámetros climáticos promedio de Kansas City, Misuri (Aeropuerto Urbano Charles B. Wheeler), normales 1991–2020 normals, extremos 1934–presente | Parámetros climáticos promedio de Kansas City, Misuri (Aeropuerto Urbano Charles B. Wheeler), normales 1991–2020 normals, extremos 1934–presente | Parámetros climáticos promedio de Kansas City, Misuri (Aeropuerto Urbano Charles B. Wheeler), normales 1991–2020 normals, extremos 1934–presente | Parámetros climáticos promedio de Kansas City, Misuri (Aeropuerto Urbano Charles B. Wheeler), normales 1991–2020 normals, extremos 1934–presente | Parámetros climáticos promedio de Kansas City, Misuri (Aeropuerto Urbano Charles B. Wheeler), normales 1991–2020 normals, extremos 1934–presente | Parámetros climáticos promedio de Kansas City, Misuri (Aeropuerto Urbano Charles B. Wheeler), normales 1991–2020 normals, extremos 1934–presente | Parámetros climáticos promedio de Kansas City, Misuri (Aeropuerto Urbano Charles B. Wheeler), normales 1991–2020 normals, extremos 1934–presente |
| Mes | Ene. | Feb. | Mar. | Abr. | May. | Jun. | Jul. | Ago. | Sep. | Oct. | Nov. | Dic. | Anual |
| --- | --- | --- | --- | --- | --- | --- | --- | --- | --- | --- | --- | --- | --- |
| Temp. máx. abs. (°C) | 24.4 | 28.3 | 31.7 | 34.4 | 39.4 | 42.2 | 44.4 | 45 | 42.8 | 36.7 | 28.3 | 23.9 | 45 |
| Temp. máx. media (°C) | 4.4 | 7.3 | 13.7 | 19.3 | 24.6 | 29.9 | 32.3 | 31.4 | 26.9 | 20.1 | 12.5 | 6.6 | 19.1 |
| Temp. media (°C) | -0.6 | 2.1 | 8 | 13.6 | 19.3 | 24.7 | 27.2 | 26.2 | 21.5 | 14.7 | 7.4 | 1.8 | 13.8 |
| Temp. mín. media (°C) | -5.4 | -3.1 | 2.3 | 7.9 | 14 | 19.6 | 22.2 | 21.1 | 16.1 | 9.3 | 2.4 | -2.9 | 8.6 |
| Temp. mín. abs. (°C) | -25.6 | -25 | -19.4 | -8.9 | 0 | 6.7 | 11.1 | 8.9 | 1.1 | -6.1 | -15 | -28.3 | -28.3 |
| Precipitación total (mm) | 25.9 | 38.9 | 52.8 | 98.8 | 129.5 | 135.4 | 111.3 | 118.9 | 96 | 82.3 | 45.7 | 33 | 968.5 |
| Nevadas (cm) | 8.6 | 8.1 | 1 | 0.3 | 0 | 0 | 0 | 0 | 0 | 0.8 | 0.3 | 8.9 | 27.9 |
| Días de precipitaciones (≥ 0.2 mm) | 4.6 | 4.8 | 6.8 | 9.3 | 11.0 | 9.5 | 7.9 | 7.8 | 7.6 | 7.0 | 5.2 | 4.6 | 86.1 |
| Días de nevadas (≥ 0.2 cm) | 2.2 | 1.6 | 0.4 | 0.1 | 0.0 | 0.0 | 0.0 | 0.0 | 0.0 | 0.1 | 0.1 | 1.9 | 6.4 |
| Fuente: NOAA | | | | | | | | | | | | | |

## Economía
El área Metropolitana de Kansas City es la más grande, influyente e importante economía de su región; históricamente ha sido junto a Chicago y Cincinnati una de las capitales de la carne en los Estados Unidos. Es la sede de varias empresas que están incluidas en la lista del Fortune 500 y en 2006 contaba con diez de las empresas del Fortune 1000.

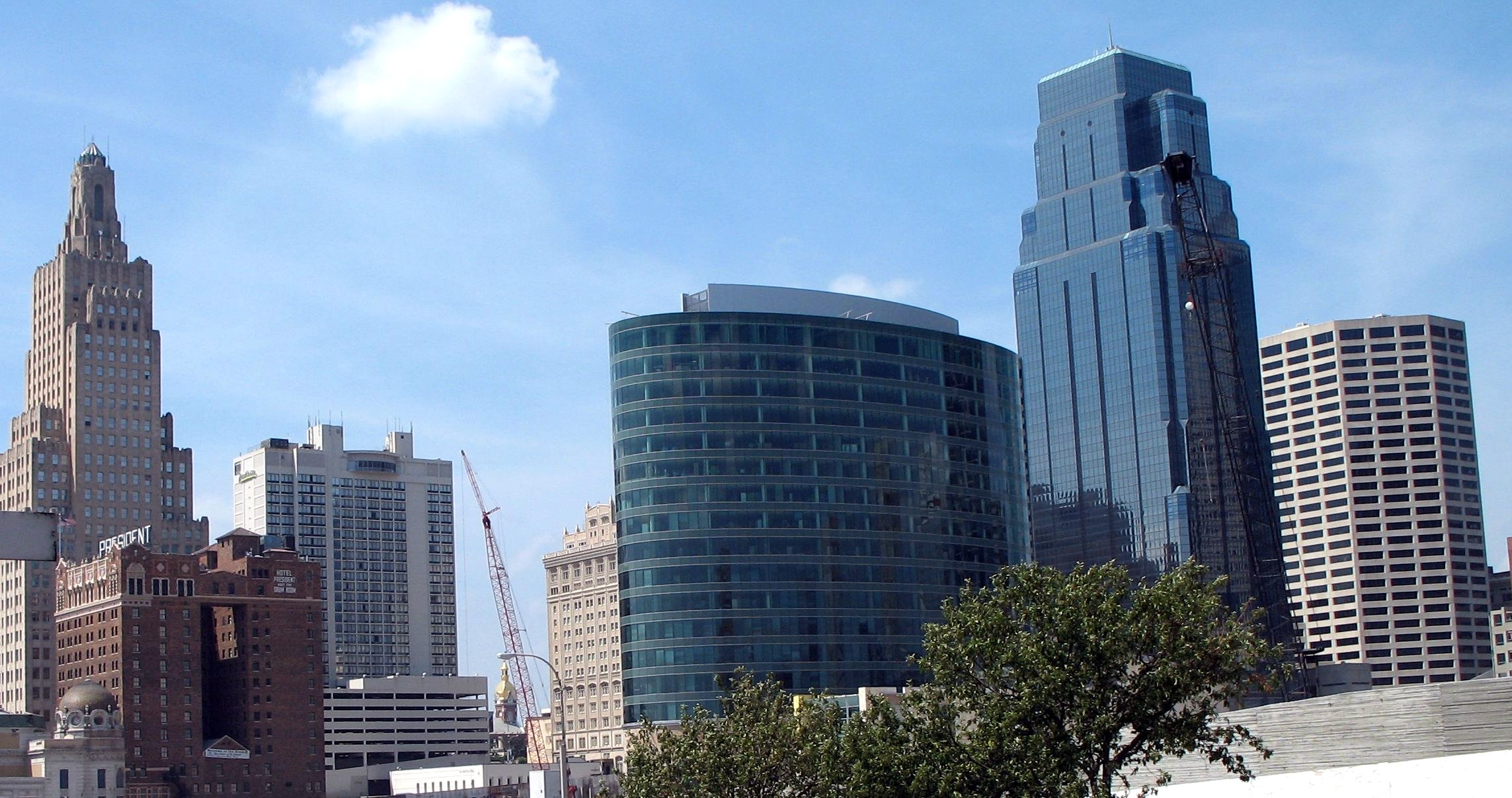
Sede de H&R Block's en el centro de Kansas City.

Kansas City es una de las diez ciudades con oficina regional para el Gobierno de los Estados Unidos, que es el mayor empleador en el área, con más de 146 agencias federales que mantienen presencia en la ciudad. El Internal Revenue Service mantiene un centro de servicio grande en la ciudad que es de casi 130 000 metros cuadrados. La instalación del IRS es una de las únicas dos instalaciones en el país que procesa declaraciones en papel. El IRS tiene aproximadamente 2 700 empleados a tiempo completo y más de 4 000 empleados durante la temporada de impuestos, con la incorporación de trabajadores temporales.
La comunidad empresarial es atendida por dos revistas de negocios importantes, el Kansas City Business Journal (publicado semanalmente) y la revista Ingram (publicación mensual), así como numerosas publicaciones más pequeñas. La Reserva Federal de Kansas City construyó un edificio nuevo que se inauguró en 2008. Misuri es el único estado que tiene dos de las 12 sedes de la Reserva Federal (San Luis también tiene una sede).
Una de las mayores plantas de fabricación de medicamentos en Estados Unidos es el Sanofi-Aventis ubicada en el sur de Kansas City en el campus desarrollado por Ewing Kauffman.
Ford Motor Company opera una planta de fabricación en las afueras de Kansas City en Claycomo, Misuri, que actualmente construye el Ford Escape, Mazda Tribute, Ford F-150 y Mercury Mariner. La General Motors también opera una planta de montaje ubicada en el vecino Kansas City, Kansas. 
Con un Producto Bruto Metropolitano de $ 41,68 mil millones en 2004, la economía de Kansas City (Misuri) representa el 20,5% del producto bruto del estado de Misuri.

## Demografía
Según el censo de 2010, había 459 787 personas residiendo en Kansas City. La densidad de población era de 556,45 hab./km². De los 459 787 habitantes, Kansas City estaba compuesta por: 
- 59,22 % eran blancos.
- 29,91 % eran afroamericanos.
- 0,51 % eran amerindios.
- 2,48 % eran asiáticos.
- 0,19 % eran isleños del Pacífico.
- 4,52 % eran de otras razas.
- 3,17 % pertenecían a dos o más razas.
- 9,99 % eran hispanos o latinos de cualquier raza.[27]

La población hispana de Kansas City es en su mayoría de origen mexicano y está más concentrada en la parte noreste de la ciudad. La población asiática es principalmente vietnamita y se encuentra en el norte de Kansas City.
El límite histórico de Kansas City es de unos 58 km² y tiene una densidad de población de unas 5000 personas por kilómetro cuadrado. Durante los años 1960 y 1970 la ciudad anexa grandes cantidades de tierra que están en gran parte sin explotar hasta la fecha.

## Deportes
Equipos deportivos profesionales en Kansas City incluyen el Kansas City Chiefs (fútbol americano de la NFL), el Kansas City Royals (béisbol de la MLB), Sporting Kansas City (fútbol de MLS) y el Kansas City Warriors (MLUSA). 
Kansas City está en el proceso de construir un estadio nuevo que se espere que reciba un equipo de hockey de NHL o equipo del baloncesto de NBA.
Los Chiefs empezaron a jugar en 1960 como los Dallas Texans y se mudaron a Kansas City en 1963. Los Royals iniciaron en 1969 y es el único equipo de categorías mayores en KC que no se ha movido ni cambiado de nombre. Los Kansas City Wizards fueron miembro fundador de la MLS. En 2011 el equipo pasó a llamarse Sporting Kansas City y se mudó a su nuevo estadio, el Children's Mercy Park en Kansas City, Kansas.
Kansas City solía ser la sede de un equipo de la NBA, el Rochester Royals, que se había originado en 1945 en Rochester, Nueva York, antes de convertirse en Cincinnati Royals. El equipo se llamaba Kansas City-Omaha Kings 1972 a 1975, ya que jugó partidos en casa en ambas ciudades. En 1975, el equipo jugó exclusivamente en Kansas City, y fue conocido como los Kansas City Kings. Los Kings jugaron allí hasta 1985, cuando la franquicia se mudó a California y se convirtió en el Sacramento Kings.
Los Kansas City Roos representan a la Universidad de Misuri–Kansas City en los deportes de la División I de la NCAA.
El Arrowhead Stadium será uno de los estadios en los que tendrán lugar parte de los partidos planificados para la Copa Mundial de la FIFA 2026.

## Atracciones
Kansas City cuenta con un importante museo, el Museo Nelson-Atkins, que debe su nombre y su origen a dos filántropos de la ciudad. Este museo cuenta con pinturas tanto antiguas como modernas, de artistas como Caravaggio, Rembrandt, Van Gogh y Kandinsky.
Kansas City ocupa el segundo lugar en el mundo en el número de fuentes (160), superado solamente por Roma.[cita requerida]

## Paisaje
Kansas City, Misuri, está organizado en un sistema de más de 240 vecindarios, algunos antes siendo ciudades aledañas. El Downtown está remodelándose con nuevos condominios, apartamentos y oficinas. Todo esto ha mejorado el ambiente de la ciudad, cerca del Downtown, el núcleo urbano de la ciudad tiene una variedad de vecindarios, incluyendo los históricos Westport, Ivanhoe, Hyde Park, Squire Park, el Distrito Crossroads Arts, 18th and Vine Historic District, Pendleton Heights, Quality Hill, West Bottoms, y el River Market. Los dos otros vecindarios cerca de Downtown son populares por el apodo Country Club Plaza (o simplemente el "Plaza"), south Plaza y nearby Brookside.

## Educación

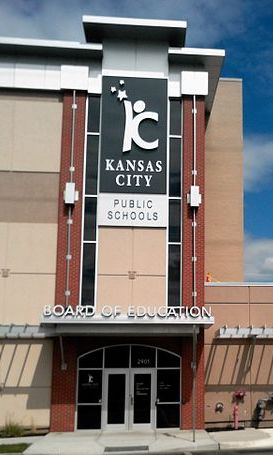
Sede de las Escuelas Públicas de Kansas City.

En la parte central de la ciudad, las Escuelas Públicas de Kansas City (anteriormente el Distrito Escolar de Kansas City, Misuri o KCMSD) gestiona escuelas públicas.

## Ciudades hermanadas
Kansas City está actualmente hermanada con las siguientes ciudades:
| Ciudad                   | Región                | País         | Año  |
| ------------------------ | --------------------- | ------------ | ---- |
| Sevilla                  | Andalucía             | España       | 1967 |
| Kurashiki                | Prefectura de Okayama | Japón        | 1972 |
| Morelia                  | Michoacán             | México       | 1973 |
| Freetown                 | Área Occidental       | Sierra Leona | 1974 |
| Tainan                   | Taiwán                | Taiwán       | 1978 |
| Xi'an                    | Shaanxi               | China        | 1989 |
| Guadalajara              | Jalisco               | México       | 1991 |
| Hannover                 | Baja Sajonia          | Alemania     | 1993 |
| Port Harcourt            | Rivers                | Nigeria      | 1993 |
| Arusha                   | Región de Arusha      | Tanzania     | 1995 |
| San Nicolás de los Garza | Nuevo León            | México       | 1997 |
| Ramla                    | Distrito Central      | Israel       | 1998 |
| Metz                     | Lorena                | Francia      | 2004 |